# El Compostelano
El Compostelano fue un periódico español de carácter vespertino, publicado en Santiago de Compostela entre 1920 y 1946.

## Características
Sucedió a El Correo de Galicia cuando este pasó a la propiedad de Moreno Fildey. Fundado por Ramón Díaz-Varela Ituarte y Juan Moreno Tilve, apareció el 2 de febrero de 1920 con el subtítulo de Diario independiente. Desde el 2 de marzo de 1938 adoptó el nombre de Diario gubernamental que mantuvo hasta el 6 de marzo. En 1939 lo volvió a cambiar por Diario al servicio de España. Finalmente tuvo el subtítulo de Diario de la tarde desde el 25 de octubre de 1945. Entre sus directores figuraron Santiago Maiz Eleizegui y Emilio Merino Losada. Periódico conservador, durante la Guerra Civil Española se declaró abiertamente partidario del bando franquista. Cesó su publicación con el número 7.795 el 30 de enero de 1946. 
El periódico La Noche continuó en ese año con la numeración de El Compostelano.